# 蘭氏絲隆頭魚
蘭氏絲隆頭魚，又稱蘭氏絲鰭鸚鯛，為輻鰭魚綱鱸形目隆頭魚亞目隆頭魚科的其中一種，分布於西澳大利亞海域，棲息深度10-40公尺，體長可達8.4公分，棲息在外海礁坡的碎石區海域，生活習性不明。

## 擴展閱讀
維基物種上的相關：蘭氏絲隆頭魚